# Svjatoslav Mychajljuk
Svjatoslav Jurijovyč Mychajljuk (in ucraino Святослав Юрійович Михайлюк?; Čerkasy, 10 giugno 1997) è un cestista ucraino.

## Carriera
È stato selezionato dai Los Angeles Lakers al secondo giro del Draft NBA 2018 (47ª scelta assoluta).
Con l'Ucraina ha disputato i Campionati mondiali del 2014 e i Campionati europei del 2022.

## Statistiche

### NCAA
| Anno      | Squadra         | PG  | PT | MP   | TC%  | 3P%  | TL%  | RP  | AP  | PRP | SP  | PP   |
| --------- | --------------- | --- | -- | ---- | ---- | ---- | ---- | --- | --- | --- | --- | ---- |
| 2014-2015 | Kansas Jayhawks | 25  | 6  | 11,6 | 30,6 | 28,8 | 83,3 | 1,2 | 0,7 | 0,3 | 0,0 | 2,9  |
| 2015-2016 | Kansas Jayhawks | 35  | 0  | 12,8 | 45,0 | 40,2 | 68,0 | 1,3 | 0,9 | 0,3 | 0,1 | 5,4  |
| 2016-2017 | Kansas Jayhawks | 36  | 25 | 27,3 | 44,3 | 39,8 | 70,2 | 3,0 | 1,3 | 0,9 | 0,3 | 9,8  |
| 2017-2018 | Kansas Jayhawks | 39  | 39 | 34,5 | 43,4 | 44,4 | 80,4 | 3,9 | 2,7 | 1,2 | 0,3 | 14,6 |
| Carriera  | Carriera        | 135 | 70 | 22,7 | 42,8 | 40,9 | 74,6 | 2,5 | 1,5 | 0,7 | 0,2 | 8,7  |

#### Massimi in carriera
- Massimo di punti: 27 vs South Dakota State (17 novembre 2017)[1]
- Massimo di rimbalzi: 10 vs Duke (25 marzo 2018)
- Massimo di assist: 7 vs West Virginia (24 gennaio 2017)
- Massimo di palle rubate: 4 (2 volte)
- Massimo di stoppate: 2 (3 volte)
- Massimo di minuti giocati: 43 vs Iowa State (4 febbraio 2017)

### NBA

#### Regular Season
| Anno       | Squadra           | PG  | PT | MP   | TC%  | 3P%  | TL%  | RP  | AP  | PRP | SP  | PP   |
| ---------- | ----------------- | --- | -- | ---- | ---- | ---- | ---- | --- | --- | --- | --- | ---- |
| 2018-2019  | L.A. Lakers       | 39  | 0  | 10,8 | 33,3 | 31,8 | 60,0 | 0,9 | 0,8 | 0,3 | 0,0 | 3,3  |
| 2018-2019  | Detroit Pistons   | 3   | 0  | 6,6  | 25,0 | 50,0 | -    | 0,7 | 1,3 | 0,3 | 0,0 | 2,0  |
| 2019-2020  | Detroit Pistons   | 56  | 27 | 22,6 | 41,0 | 40,4 | 81,4 | 1,9 | 1,9 | 0,7 | 0,1 | 9,0  |
| 2020-2021  | Detroit Pistons   | 36  | 5  | 17,6 | 37,7 | 33,3 | 80,0 | 2,1 | 1,6 | 0,8 | 0,2 | 6,9  |
| 2020-2021  | Oklahoma Thunder  | 30  | 9  | 23,0 | 43,8 | 33,6 | 70,0 | 3,0 | 1,8 | 0,8 | 0,2 | 10,3 |
| 2021-2022  | Toronto Raptors   | 56  | 5  | 12,8 | 38,9 | 30,6 | 86,5 | 1,6 | 0,8 | 0,5 | 0,1 | 4,6  |
| 2022-2023  | N.Y. Knicks       | 13  | 0  | 3,1  | 50,0 | 60,0 | 60,0 | 0,5 | 0,1 | 0,1 | 0,0 | 1,6  |
| 2022-2023  | Charlotte Hornets | 19  | 8  | 22,5 | 44,1 | 40,4 | 67,6 | 2,4 | 2,7 | 0,7 | 0,2 | 10,6 |
| 2023-2024† | Boston Celtics    | 41  | 2  | 10,1 | 41,6 | 38,9 | 66,7 | 1,2 | 0,9 | 0,3 | 0,0 | 4,0  |
| 2024-2025  | Utah Jazz         | 38  | 13 | 20,0 | 39,1 | 34,5 | 80,0 | 2,4 | 2,0 | 0,5 | 0,2 | 8,8  |
| Carriera   | Carriera          | 331 | 69 | 16,3 | 40,2 | 36,0 | 76,5 | 1,8 | 1,4 | 0,5 | 0,1 | 6,6  |

#### Play-off
| Anno     | Squadra         | PG | PT | MP  | TC%  | 3P%  | TL% | RP  | AP  | PRP | SP  | PP  |
| -------- | --------------- | -- | -- | --- | ---- | ---- | --- | --- | --- | --- | --- | --- |
| 2022     | Toronto Raptors | 3  | 0  | 1,7 | 0,0  | 0,0  | 100 | 0,3 | 0,0 | 0,0 | 0,0 | 0,3 |
| 2024†    | Boston Celtics  | 8  | 0  | 4,0 | 25,0 | 22,2 | -   | 0,6 | 0,1 | 0,1 | 0,0 | 1,0 |
| Carriera | Carriera        | 11 | 0  | 3,4 | 21,4 | 18,2 | 100 | 0,5 | 0,1 | 0,1 | 0,0 | 0,8 |

#### Massimi in carriera
- Massimo di punti: 26 vs Toronto Raptors (2 aprile 2023)[2]
- Massimo di rimbalzi: 9 (2 volte)
- Massimo di assist: 8 (2 volte)
- Massimo di palle rubate: 4 vs Detroit Pistons (5 aprile 2021)
- Massimo di stoppate: 2 (4 volte)
- Massimo di minuti giocati: 39 vs Sacramento Kings (1º marzo 2020)

### G League
| Anno      | Squadra          | PG | PT | MP   | TC%  | 3P%  | TL%  | RP   | AP  | PRP | SP  | PP   |
| --------- | ---------------- | -- | -- | ---- | ---- | ---- | ---- | ---- | --- | --- | --- | ---- |
| 2018-2019 | South Bay Lakers | 5  | 5  | 32,7 | 49,1 | 44,9 | 80,0 | 2,8  | 2,6 | 0,6 | 0,4 | 29,2 |
| 2018-2019 | G. Rapids Drive  | 3  | 2  | 27,8 | 37,2 | 18,2 | 80,0 | 2,3  | 3,7 | 1,3 | 0,0 | 14,0 |
| 2021-2022 | Raptors 905      | 1  | 1  | 38,5 | 47,8 | 43,8 | 100  | 4,0  | 1,0 | 0,0 | 0,0 | 40,0 |
| 2022-2023 | Westch. Knicks   | 1  | 1  | 37,1 | 41,4 | 26,7 | 66,7 | 10,0 | 1,0 | 6,0 | 0,0 | 35,0 |
| Carriera  | Carriera         | 10 | 9  | 32,3 | 45,3 | 38,5 | 80,4 | 3,5  | 2,6 | 1,3 | 0,2 | 26,3 |

## Palmarès
- Samsung All-NBA Summer League Second Team (2018)
- Campionato NBA: 1

Boston Celtics: 2024